# Der Hunderter im Westentaschl
Der Hunderter im Westentaschl ist ein bayerisches Lustspiel von Max Neal und Max Ferner. Es stammt aus dem Jahre 1930.

## Handlung
Es ist Anfang der 1920er kurz nach dem Ersten Weltkrieg. Schneider Sebastian Gaißreiter ändert gerade einen ererbten Anzug seines Kriegskameraden Paul Fallbacher. Dann kommt der Großbauer Xaver Gössenberger und verlangt die Rückzahlung der 100 Mark Schulden. Bei Metzger und Kramer hat er auch schon angeschrieben. Herablassend gewährt Gössenberger noch einen Tag Aufschub.
Am Abend bringt Anderl, der Sohn des Großbauers, einen Anzug zum Reinigen und Aufbügeln vorbei. Während des Aufbügelns findet der Schneider einen Hunderter in der Westentasche. Diesen nimmt er an sich. Nach einer durchzechten Nacht besinnt er sich der Ehrlichkeit und legt er den Hunderter in die Westentasche von Paul zurück. Dieser gibt ihn seinem Freund, damit er seine Schulden tilgen kann. Währenddessen schmieden die Kinder des Schneiders und des Großbauers Heiratspläne.
Aufgrund einer Flasche Heilwasser aus dem benachbarten Kurort meint der Gössenberger, dass der Brunnen des Schneiders Heilwasser ist. Er lässt das Wasser untersuchen und kauft darauf das Schneiderhaus für 10.000 Mark. Als der Betrug auffliegt wird der Kauf rückgängig gemacht. Die Heirat der Kinder wird festgemacht. Dann kommt der Arbeiter, der die Probebohrungen macht und sagt, dass das Wasser aus der Brunnenleitung gewöhnliches Wasser ist, aber drei Meter daneben im Boden wirklich eine Heilquelle ist.

## Verfilmungen
Chiemgauer Volkstheater Erstausstrahlung: 25. November 2012
Die Aufzeichnung fand am 15. und 16. August 2012 im Theater Gut Nederling statt.
- Peter Landstorfer: Schneider Sebastian Gaißreiter
- Michaela Heigenhauser: seine Frau Barbara
- Simona Mai: seine Tochter Evi
- Nepo Fitz: Schneidergeselle Girgl
- Bernd Helfrich: Xaver Gössenberger
- Flo Bauer: sein Sohn Anderl
- Markus Neumaier: Paul Fallbacher
- Rupert Pointvogl: Ein Arbeiter
- Christian Burghartswieser: Inszenierung
- Thomas Kornmayer: Fernsehregie
- Andreas Caninenberg: Kamera
- Axel Grunert: Ton
- Barbara Fumian: Szenenbild
- Michael Hartinger: Produktionsleitung
- Sabine Boueke-Loosen: Redaktion